# Kalbreyeracanthus
Kalbreyeracanthus es un género de plantas con flores perteneciente a la familia Acanthaceae. El género tiene 2 especies herbáceas.
Está considerado un sinónimo Habracanthus.

## Especies seleccionadas
- Kalbreyeracanthus atropurpureus
- Kalbreyerocanthus kirkbridei

- Datos: Q9017074
- Especies: Kalbreyeracanthus